# バーバラ・キングソルヴァー
バーバラ・キングソルヴァー（英語：Barbara Kingsolver、1955年4月8日）は、アメリカ合衆国の小説家、詩人。学位は生物学士（デポー大学・1977年）。

## 来歴

### 生い立ち
1955年、メリーランド州アナポリス市にて生まれた。1963年よりケンタッキー州ニコラス郡にて育つ。同年、コンゴ共和国に移り住む。その後、アメリカ合衆国に戻り、1973年にデポー大学に入学する。同大学にて生物学の学士号を取得し、1977年に卒業した。同年、フランスに渡りエーヌ県ソワソン市にて暮らすが、翌年にはアリゾナ州ツーソン市に移り住んだ。1980年、アリゾナ大学の大学院に入学した。

### 文筆活動
1985年より、フリーライターとして執筆活動に従事するようになった。当初はノンフィクションを中心に活動していたが、のちに小説も手がけるようになり、1988年に小説としての処女作The Bean Treesを上梓した。作家として活動するようになってからも各地を転々としており、1991年には大西洋に浮かぶスペイン領カナリア諸島の中のテネリフェ島に移った。その後、アメリカ合衆国に戻り、2004年からバージニア州ワシントン郡に住む。
その間、精力的に著作を執筆しており、ノンフィクション、小説、詩などを発表した。それらの業績が評価され、ロサンゼルス・タイムズ文学賞、ジェームス・ビアード賞、といった各賞を受賞した。その後、しばらく小説を発表していなかったが、自身9年ぶりとなる小説The Lacunaにてオレンジ賞を受賞した。また、アメリカ合衆国大統領から国家人文科学勲章を授与されている。2023年には、ピューリッツァー賞 フィクション部門を受賞した。

## 作品
キングソルヴァーの発表した作品のうち、幾つかは日本語に訳された。翻訳家の真野明裕の手により、The Bean Treesが『野菜畑のインディアン』として、Pigs In Heavenが『天国の豚』として刊行された。また、永井喜久子の訳により、The Poisonwood Bibleが『ポイズンウッド・バイブル』として刊行された。

## 賞歴
- 1993年 - ロサンゼルス・タイムズ文学賞（Pigs in Heaven）
- 2008年 - ジェームス・ビアード賞（Animal, Vegetable, Miracle）
- 2010年 - オレンジ賞（The Lacuna）
- 2010年 - 女性小説賞（The Lacuna）
- 2022年 - ジェイムズ・テイト・ブラック記念賞（Demon Copperhead）
- 2023年 - ピューリッツァー賞 フィクション部門（Demon Copperhead）
- 2023年 - 女性小説賞（Demon Copperhead）

## 栄典
- 2000年 - 国家人文科学勲章。

## 著作

### 原著
- The Bean Trees, 1988, 1st UK edition 1989, Limited edition (200) 1992
- Homeland and Other Stories, 1989
- Holding The Line: Women In The Great Arizona Mine Strike
- Animal Dreams, 1990
- Another America
- Pigs in Heaven, 1993
- The Poisonwood Bible, 1998
- Prodigal Summer, 2000
- Small Wonder
- Last Stand: America's Virgin Lands
- Animal, Vegetable, Miracle
- The Lacuna, 2009
- Flight Behavior, 2012
- Unsheltered, 2018
- Demon Copperhead, 2022

### 日本語版
- バーバラ・キングソルヴァー著、真野明裕訳『野菜畑のインディアン』早川書房、1994年。ISBN 4152060093
- バーバラ・キングソルヴァー著、真野明裕訳『天国の豚』上巻、早川書房、1994年。ISBN 4152060107
- バーバラ・キングソルヴァー著、真野明裕訳『天国の豚』下巻、早川書房、1994年。ISBN 4152060115
- バーバラ・キングソルヴァー著、永井喜久子訳『ポイズンウッド・バイブル』DHC、2001年。ISBN 4887242395